# 北京市回民学校
北京市回民学校，位于北京市西城区广安门内大街225号，是专门招收回族等少数民族学生的普通中学。

## 简介
北京市回民学校的前身是成达师范学校、西北中学、燕山中学。清朝光绪三十三年（1907年）牛街礼拜寺阿訇王宽创办的“回教师范学堂”；1925年4月24日，在此基础上创办成达师范学校，这是一所汉语、阿拉伯语兼授的新型回民师范学校。1929年成达师范学校迁到北平，抗日战争时期辗转迁徙，1941年在广西桂林归为国立，1946年从重庆迁回北平。1928年，北平的清真中学“西北中学”创办，靠募捐筹得经费。1948年，私立初级中学“燕山学校”创办。
1949年北平和平解放后，成达师范学校、西北中学、燕山中学师生对旧教育制度不满，要求人民政府接管。经华北人民政府高等教育委员会同意，1949年4月7日正式接管成达师范学校，由马玉槐任校长，杨明德任副校长，随即对学校进行改造。此时，西北中学、燕山中学仍处在挣扎状态，回民群众强烈要求人民政府将两校改成公立，与成达师范学校合并，成立回民学院。中共北平市委统战部部长崔月犁对此很重视，与马玉槐一同到华北人民政府高等教育委员会反映了回民师生愿望以及中共北平市委的想法，获得批准。
1949年10月6日，成达师范学校、西北中学、燕山中学合并组建“国立回民学院”，这是中华人民共和国成立后国家建立的第一所民族院校。校址位于广安门内大街的工艺官局陈列所旧址。1950年，回民学院中学班招收第一个女生班，1953年该班成为优秀班集体，并被命名为“卓娅班”。回民学院成立后，规模不断扩大，面向全国招生，在校生最多时有2400多人。设中学部、师范部、阿拉伯文专修班（后发展为中国伊斯兰教经学院），成为回民的最高学府。
1958年起，回民学院的干部、教师陆续调离，校园缩小。另外还抽调部分骨干教师分别参与筹建宁夏回族自治区、宣武红旗夜大、宣武师范、中国伊斯兰教经学院等。回民学院本部在1963年分为北京市回民中学、北京市第六十八中学。文革时期，北京市回民中学更名为北京市第一三五中学，1979年6月复名北京市回民中学。1985年，北京市回民中学、北京市第六十八中学重新合并，组建北京市回民学校，北京市教育委员会将北京市回民学校确定为首批办好的市级重点中学。1997年被评为北京市宣武区“全面育人，办有特色”的学校。2002年，被北京市教育委员会评定为北京市高中示范校。2003年，北京市第一八一中学并入北京市回民学校。北京市回民学校现设有初中、高中。